# 2-es busz (Dunaharaszti)
A Dunaharaszti 2-es busz a MÁV-alsó és a TESCO áruház között közlekedik. A járatot a Ventona-Trans Kft. üzemelteti.

## Története
2011. szeptember 1-jén a Weekendbus Zrt. 2-es jelzéssel új autóbusz-járatot indított a MÁV-alsó és a TESCO áruház között. 2013. január 1-jétől a Ventona-Trans Kft. vette át a városi helyijáratok üzemeltetését.
2013. január 1-jétől a Ventona-Trans a Zöldfa utca és a MÁV-alsó végállomás között megállókat létesített, hogy az utasoknak ne kelljen visszagyalogolnia a végállomástól.

2023. január 30-ától a 150-es vasútvonal átépítése miatt a Dunaharaszti-alsó vasúti megállóhely melletti, Magyar utcai végállomást a vasútépítés végéig megszüntették, és az érintett járatok végállomását áthelyezték. A 20-as busz végállomása a MÁV-alsó utca és a Kaszala Károly utca sarkára, míg a 2-es végállomása a Magyar utca és a Homok utca sarkára került.

## Útvonala
| TESCO áruház felé |  |
| --- |  |
| Dunaharaszti-alsó MÁV állomás – Király utca – Zöldfa utca – Fő út – Dunaharaszti-külső HÉV állomás – Jókai Mór utca – Rákóczi Ferenc utca – Határ út – Bánki Donát utca – Némedi út – TESCO áruház |  |
| Dunaharaszti-alsó MÁV állomás (MÁV-alsó) felé |  |
| TESCO áruház – Némedi út – Bánki Donát utca – Határ út – Rákóczi Ferenc utca – Jókai Mór utca – Dunaharaszti-külső HÉV állomás – Fő út – Zöldfa utca – Magyar utca – Dunaharaszti-alsó MÁV állomás |  |

## 2-es busz megállói
Az átszállási kapcsolatok között az azonos járat is fel van tüntetve.
| 0  | MÁV-alsó végállomás            | 22 | Budapest–Kunszentmiklós-Tass–Kelebia-vasútvonal 2, 4, 14, 20       |
| 1  | Csendes utca                   | 21 | 2, 4, 14                                                           |
| 2  | Magyar utca                    | 20 | 2, 4, 14                                                           |
| 3  | Szőlőhegy utca                 | 19 | 2, 4                                                               |
| 4  | Nádor utca                     | 18 | 650, 653, 654, 655, 661 2, 4, 14                                   |
| 5  | Városháza                      | 17 | 650, 653, 654, 655 2, 4, 14                                        |
| 7  | Dunaharaszti-külső HÉV állomás | 15 | 1110 650, 653, 654, 655, 659, 660, 661, 679 1, 1Y, 2, 3, 4, 14, 20 |
| 9  | Dunaharaszti-felső HÉV állomás | 13 | 2, 4                                                               |
| 11 | Jókai Mór utca                 | 11 | 2, 4                                                               |
| 12 | Arany János utca               | 10 | 2, 4                                                               |
| 13 | Rákóczi Ferenc utca            | 9  | 2, 4                                                               |
| 14 | Kazinczy Ferenc utca           | 8  | 2, 4                                                               |
| 15 | Botond utca                    | 7  | 2, 4                                                               |
| 16 | Orgona utca                    | 6  | 2, 4                                                               |
| 17 | Knézich utcai óvoda            | 5  | 2, 4                                                               |
| 18 | ALDI-LIDL áruház               | 4  | 2, 4                                                               |
| 22 | TESCO áruház végállomás        | 0  | 1110, 1111, 1113, 1115 632, 633, 656, 657, 659 1, 1Y, 2, 3         |